# (6625) Nyquist
(6625) Nyquist – planetoida z pasa głównego asteroid okrążająca Słońce w ciągu 5 lat i 230 dni w średniej odległości 3,16 j.a. Została odkryta 2 marca 1981 roku w Siding Spring Observatory w Australii przez Schelte Busa. Nazwa planetoidy pochodzi od Laurence'a Nyquista (ur. 1939), amerykańskiego naukowca zajmującego się badaniem planet w NASA. Przed nadaniem nazwy planetoida nosiła oznaczenie tymczasowe (6625) 1981 EX41.